# Ospiti inattesi (Buffy l'ammazzavampiri)
Ospiti Inattesi è un volume di fumetti dedicati al personaggio di Buffy Summers, la Cacciatrice di vampiri protagonista dell'omonimo telefilm.
Questo volume raccoglie i fumetti dal 4 al 7 della serie regolare, tutti scritti da Andi Watson (con il contributo di Dan Brereton per la storia La Nuova Ragazza del Quartiere) in collaborazione con Hector Gomez (disegni), Sandu Florea (inchiostratore) e Guy Major (colorista). Pubblicati in Italia già nel 2000 dalla casa editrice Play Press Publishing nella collana a cadenza mensile che stava dedicando al mondo della Cacciatrice (collana interrotta proprio dopo la pubblicazione di questi episodi), i fumetti hanno visto di nuovo la luce nel 2007 raccolti direttamente nei paperback che la casa editrice Free Books sta stampando in lingua italiana.
Le storie racchiuse in questo volume sono tutte ambientate durante la terza stagione, in particolare nel periodo natalizio, ma non trovano continuità negli episodi televisivi e presentano addirittura alcune anacronicità con quanto stabilito dal telefilm.

## Episodi

### Bianco Natale
- Prima pubblicazione USA: White Christmas (dicembre 1998)
- Prima pubblicazione italiana: Buffy l'ammazzavampiri vol.4 (dicembre 2000)

Buffy elimina un vampiro ma danneggia un'autovettura. Per risarcire i danni, deve cercarsi un lavoro che le permetta anche di poter comprare i regali per l'imminente Natale ed un vestito per il ballo. Incontrate le resistenze di Giles, che non vuole permetterle di trascurare la sua missione di Cacciatrice, trova comunque un impiego nel fast food del centro commerciale di Sunnydale. Il proprietario del locale è un uomo misterioso che sembra interessarsi solo del frigorifero, all'interno del quale cerca di rievocare alcuni demoni. Buffy non se ne cura e, terminato il lavoro, si reca nella pista di pattinaggio in compagnia di Angel dove però vengono attaccati da un demone che spara proiettili di ghiaccio. Dopo averlo facilmente eliminato gettandolo nel forno della pizzeria, Buffy è costretta a mettere al corrente Giles dell'accaduto e ad informare gli amici del suo lavoro, verso i quali prova imbarazzo a causa del cappellino ridicolo e dell'uniforme. La sera della vigilia di Natale, Buffy finisce tardi il suo turno di lavoro e indossa il vestito per il ballo direttamente al fast food dopodiché si ricorda di aver visto il proprietario dirigersi come sempre al frigorifero alcune ore prima ed entra per controllare. All'interno vi trova, oltre all'uomo, un enorme demone di ghiaccio appena evocato che si scaglia contro Buffy. La Scooby Gang, passata a prendere Buffy per portarla al ballo, corre in suo aiuto gettando della benzina addosso al demone mentre la Cacciatrice annulla l'incantesimo. Il demone così scompare lasciando tutti i ragazzi con i vestiti troppo malconci per potersi recare al ballo.
- Anacronicità. Il periodo natalizio viene presentato nella serie televisiva in un'ottica completamente diversa: Cordelia ha già interrotto la relazione con Xander e lo tratta con disprezzo prima di partire per le vacanze mentre nel fumetto la Scooby Gang è rappresentata serena e al completo. Anche Buffy aveva deciso nell'episodio precedente di non voler più vedere Angel salvo poi aiutarlo a vincere l'influenza del Primo, impensabile quindi che si incontrassero prima di Natale per andare a pattinare. Nel telefilm non si fa alcun riferimento ad un ballo anzi i ragazzi trascorrono la sera della vigilia ognuno separato dagli altri.

### Felice Anno Nuovo
- Prima Pubblicazione USA: Happy New Year (gennaio 1999)
- Prima pubblicazione italiana: Buffy l'ammazzavampiri vol.4 (dicembre 2000)

Nei giorni successivi al Natale, Oz deve affrontare la sua licantropia ed una sera sfugge al controllo di Willow. Buffy è costretta ad intervenire usando le maniere forti contro il musicista e questo provoca il risentimento nei suoi confronti da parte dell'amica. La biblioteca di Giles viene nel frattempo messa sottosopra da qualcuno che sta cercando libri di stregoneria. Mentre il gruppo sta indagando su quale possa essere l'interesse del misterioso visitatore, fa irruzione nella sala anche un cane infernale che però viene messo in fuga da un colpo di balestra scagliato da Cordelia. Nonostante i battibecchi fra Willow e Buffy, le ricerche incrociate di computer e libri portano ad un caso vecchio di secoli in cui due innamorati vengono mandati al rogo perché accusati di stregoneria da un amico dei due geloso della loro felicità. Costui, di nome Nathaniel, si ripresenta la sera seguente in biblioteca ma trova questa volta tutto il gruppo ad attenderlo: colto sul fatto fugge inseguito da Buffy mentre il resto della Scooby Gang è bloccato dalla nuova apparizione del cane infernale. Nathaniel viene bloccato da Buffy e racconta alla Cacciatrice di come l'amico, prima di morire, gli abbia scagliato contro la maledizione di essere perseguitato dal proprio cane, tramutato in una sorta di Cerbero. Willow trova l'incantesimo per spezzare la maledizione ma viene attaccata dal cane e salvata in extremis da Buffy, con cui ripristina l'amicizia. Tutto finisce per il meglio proprio quando scatta l'ora di festeggiare l'anno nuovo.

### La Nuova Ragazza del Quartiere - Capitolo 1
- Prima pubblicazione USA: New Kid on the Block - Chapter 1 (febbraio 1999)
- Prima pubblicazione italiana: Buffy l'ammazzavampiri vol.5 (gennaio 2001)

Una nuova ragazza di nome Cynthia, giunta da poche settimane, propone a Buffy, Willow e Cordelia di organizzare un pigiama-party riservato a sole donne con grande disappunto di Xander. Prima di recarsi alla festa, Buffy sta facendo il giro di ronda in compagnia di Angel quando vedono proprio Cyntha circondata da un gruppo di vampiri. In breve gli aggressori vengono eliminati o messi in fuga, dopodiché le due ragazze raggiungono Willow e Cordelia al pigiama-party. Credendo si tratti del fattorino passato a consegnare le pizze, Buffy apre la porta e poi si gira di spalle cercando la mancia senza accorgersi che il fattorino è in realtà un vampiro e non è solo.

### La Nuova Ragazza del Quartiere - Capitolo 2
- Prima pubblicazione USA: New Kid on the Block - Chapter 2 (marzo 1999)
- Prima pubblicazione italiana: Buffy l'ammazzavampiri vol.5 (gennaio 2001)

Buffy non si lascia sorprendere dall'incursione dei vampiri ed inizia ad eliminarli sistematicamente uno per uno mentre fa capolino da una stanza anche Xander, che si era autoinvitato al pigiama-party senza permesso. La Cacciatrice gli dice di mettere al sicuro le altre ragazze e, mentre il resto della Scooby Gang accompagnato da Cynthia porta tutti in salvo, Angel interviene a dar man forte a Buffy ed a spiegarle che questi vampiri sono nuovi della città e che usano sempre la tattica dell'invito al pigiama-party della loro complice (Cynthia) per mietere nuove vittime. Proprio in quell'istante, Cynthia rivela la sua vera identità di demone ed assale Willow e Xander. Mentre Buffy ed Angel corrono in loro aiuto la piscina della casa di Willow viene risucchiata dalla Bocca dell'Inferno emersa per reclamare ciò che le appartiene: Cynthia viene risucchiata nella voragine mentre Buffy ed Angel riescono a salvare i due amici.